# Sabinópolis
Sabinópolis is een gemeente in de Braziliaanse deelstaat Minas Gerais. De gemeente telt 16.326 inwoners (schatting 2009).

## Aangrenzende gemeenten
De gemeente grenst aan Alvorada de Minas, Dom Joaquim, Guanhães, Materlândia, Paulistas, São João Evangelista, Senhora do Porto en Serro.
Kenmerkend aan deze gemeente is de jaarlijkse viering Festa da Nossa Senhora do Rosário in augustus. Regionale artiesten komen van de nabije gelegen gemeentes naar Sabinópolis voor optredens.